# Montceau-et-Écharnant
Montceau-et-Écharnant è un comune francese di 158 abitanti situato nel dipartimento della Côte-d'Or nella regione della Borgogna-Franca Contea.

## Società

### Evoluzione demografica
Abitanti censiti